# Nationalpark Al Hoceima
Der Nationalpark Al Hoceima (arabisch المنتزه الوطني للحسيمة, DMG al-muntazuh al-waṭanī li-l-ḥusīma, Zentralatlas-Tamazight ⴰⴼⵔⴰⴳ ⴰⵏⴰⵎⵓⵔ ⵏ ⵜⴰⵖⵣⵓⵜ Afrag Anamur n Taɣzut) ist ein Schutzgebiet in Marokko. Es wurde 2004 ausgewiesen und ist 465,26 km² groß. Der Nationalpark erstreckt sich sowohl auf Land- als auch Meeresgebiete. Dort werden unter anderem Schwertfische gefischt.